# Аластані
Аластані (груз. ალასტანი) — село в Грузії.
За даними перепису населення 2014 року в селі проживає 641 особа.